# 西銳飛機
西銳設計公司（英語：Cirrus Design Corporation，港交所：2507），業務中自稱西瑞飛機（Cirrus Aircraft），是一家位於美國的飛機製造商，由戴爾·克拉普邁爾及艾倫·克拉普邁爾於1984年創立，主要生產VK-30飛機。西銳主要銷售三種經過認證的單引擎輕型飛機，包括：SR20（1998 年認證）、SR22（2000 年認證）和 SR22T（2010 年認證）。 截至2021年1月，西銳公司在已交付了8,000多架飛機，而且自2013年以來一直是全球最大的活塞動力飛機生產商。
SR系列飛機的銷量在2000年代迅速增長，當時西銳計劃銷售一種名為 SR Sport 的輕型運動飛機，但由於2008年的經濟危機令其財務出現問題，市場也缺乏動力，於是該項目於2009年終止。
西銳的經濟問題其後持續惡化，因此決定尋找外來融資，最終於2011年時由中航通飞收購全部股份，成為其下子公司。，根據收購協議總部及工廠會留在美國明尼蘇達州德盧斯，另外在美國其他六個州設有運營地點，客戶總部設立在北達科他州，在海外也有銷售點，包括中國、法國和荷蘭。 收購後西銳財務好轉，美國市場也開始恢復增長。西銳於2016年開始交付 Vision SF50 超輕型噴氣機，機成為第一架進入市場的民用單引擎噴氣機。

## CAPS

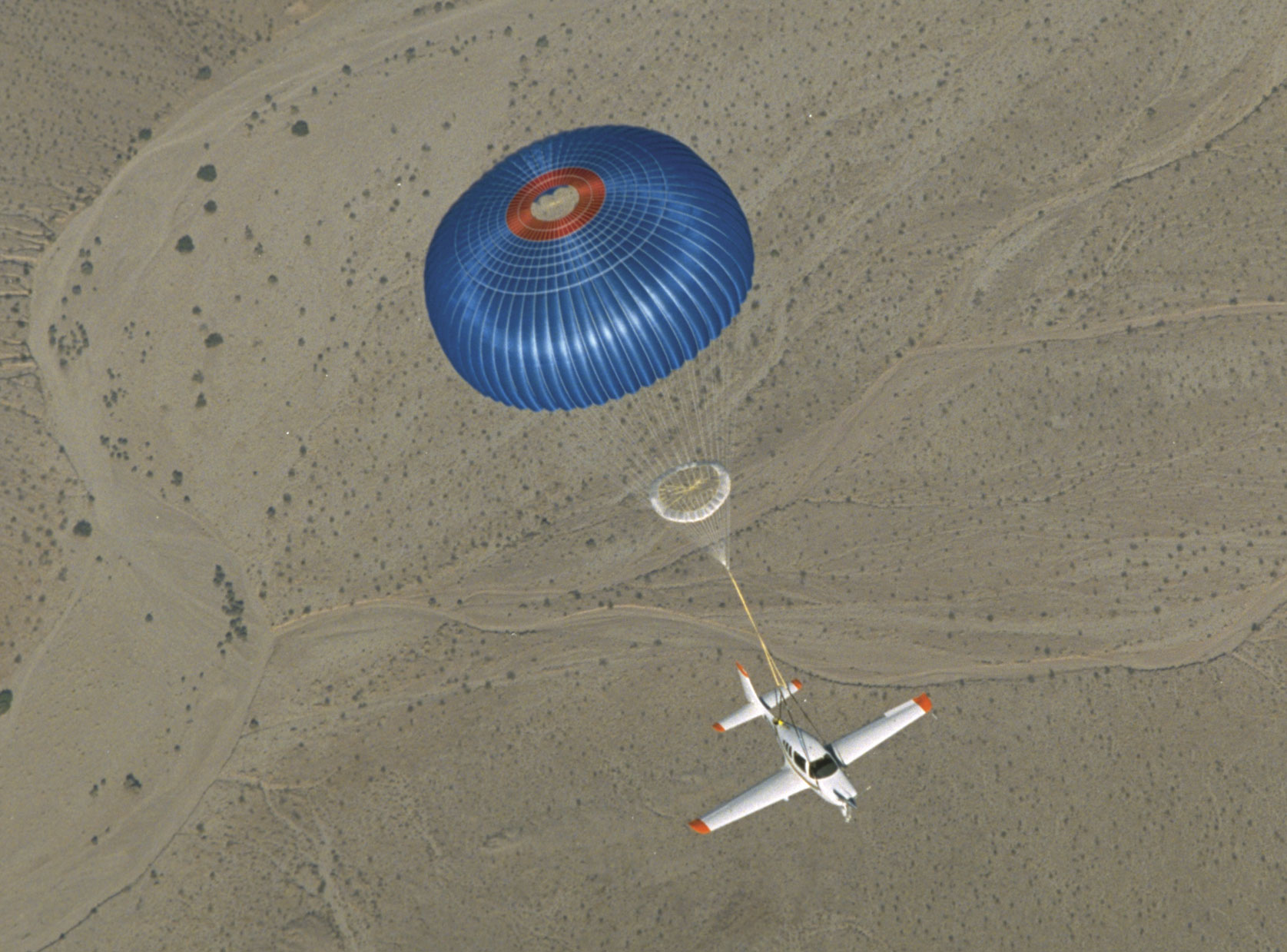
SR20飛機在降落傘下下降

西锐機身降落傘系統，在緊急情況下，它可以讓整架飛機安全降落到地面，該系統於1998年在SR20上進行了首次測試。西锐飞机公司是第一家獲得FAA降落傘系統飛機認證的製造商，並且仍然是唯一一家將該設備作為其所有型號的標准設備實施的飛機公司。

## 型號
- 西銳VK-30（英语：Cirrus VK-30）
- 西銳SR20（英语：Cirrus SR20）
- 西銳SR22（英语：Cirrus SR22）
- 西銳SRS（英语：Cirrus SRS）
- 西銳愿景SF50（英语：Cirrus Vision SF50）

## 圖集

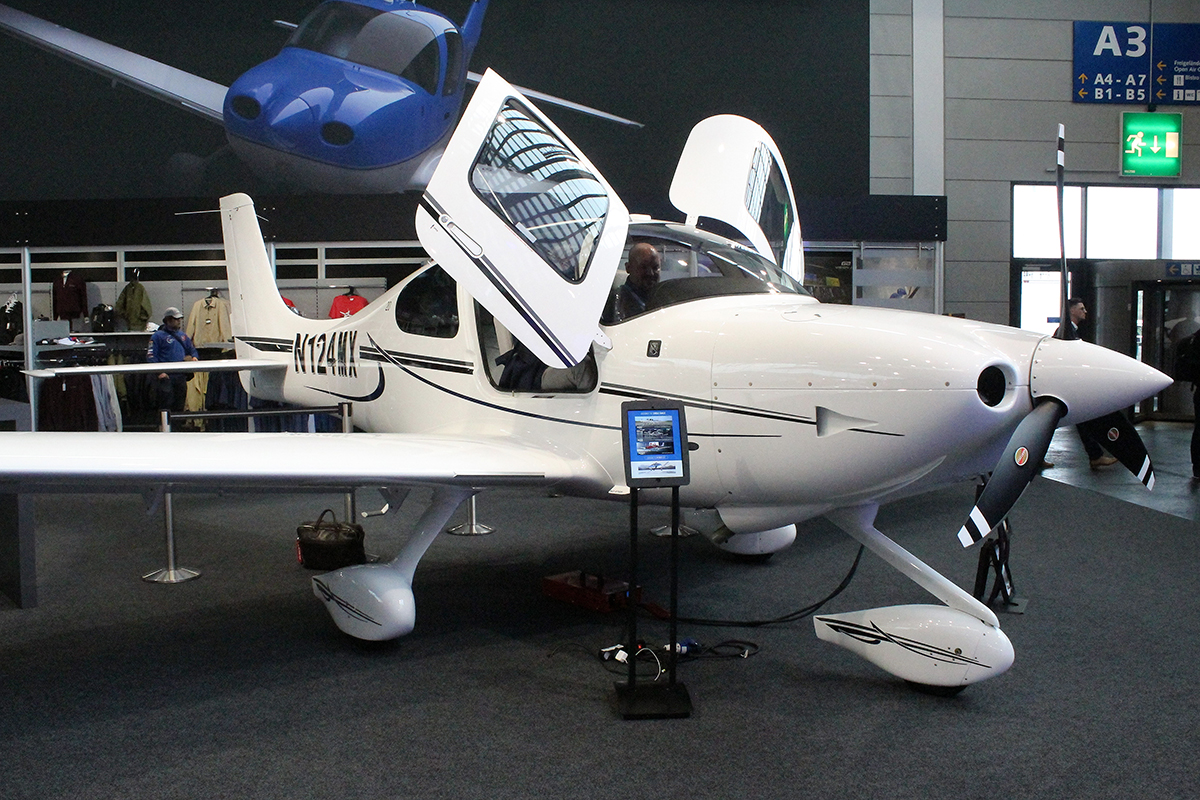
SR20
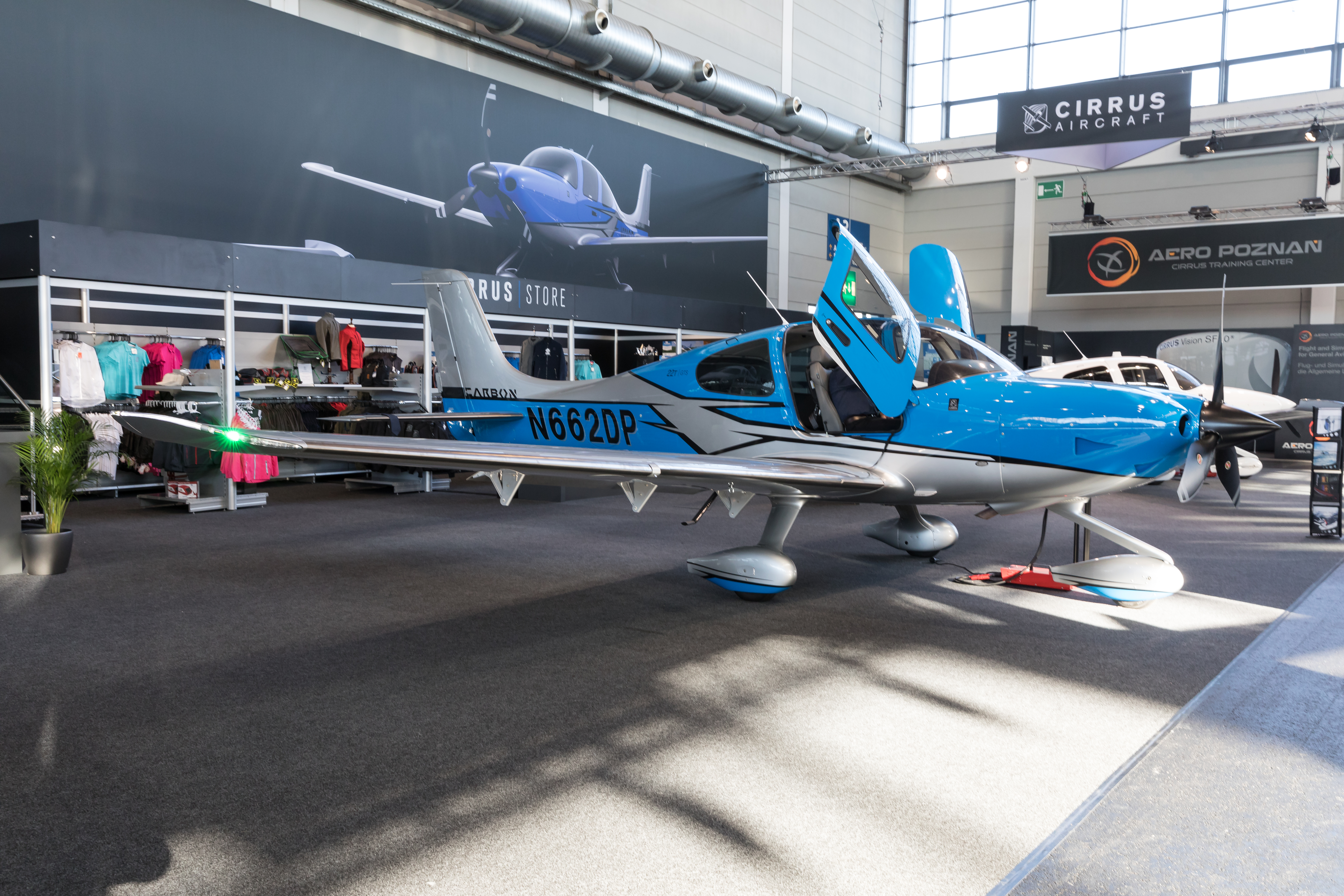
SR22
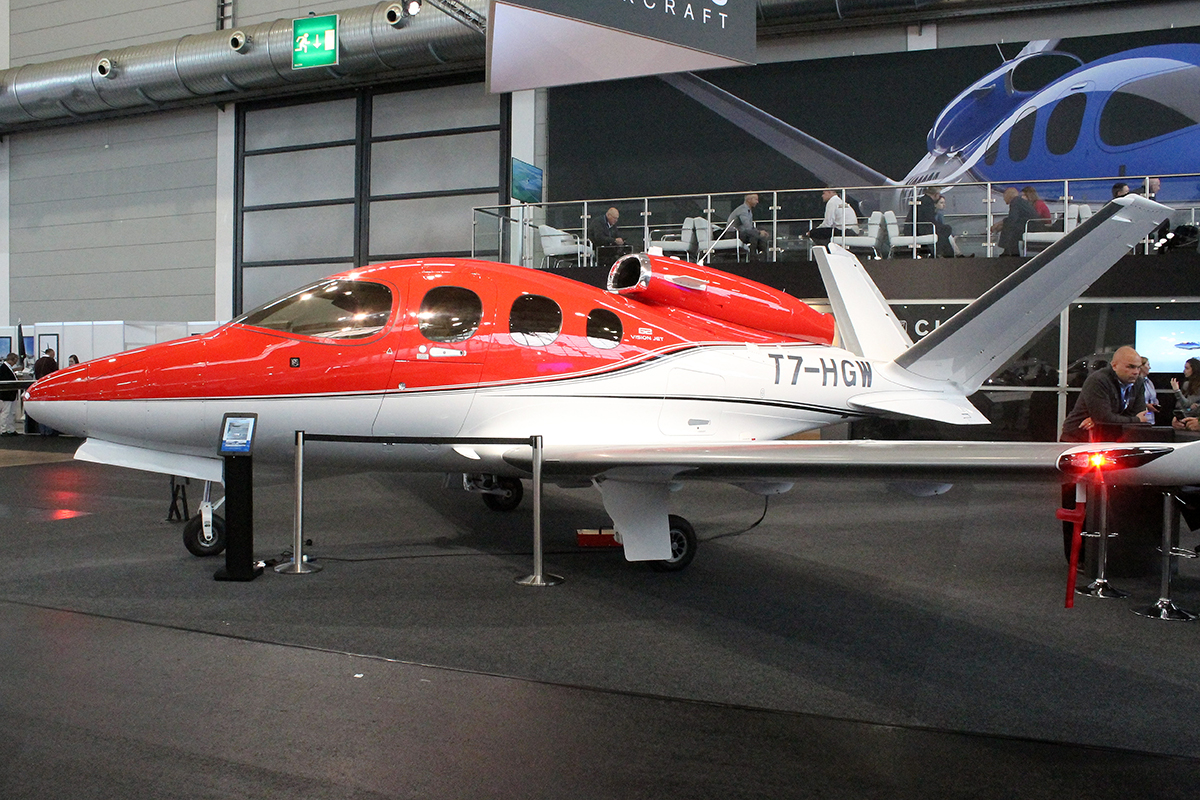
SF50